# Rousettus madagascariensis
Rousettus madagascariensis é uma espécie de morcego da família Pteropodidae. Endêmica de Madagascar.